# Rüti bei Büren
Rüti bei Büren ist eine politische Gemeinde im Verwaltungskreis Seeland des Kantons Bern in der Schweiz.
Unter dem gleichen Namen existieren neben der Einwohnergemeinde auch eine evangelisch-reformierte Kirchgemeinde und eine Burgergemeinde.

## Geographie
Rüti liegt an der Hauptstrasse Solothurn–Lyss zwischen Arch und Büren an der Aare. Die Nachbargemeinden sind von Norden beginnend im Uhrzeigersinn: Grenchen, Arch, Buchegg, Oberwil bei Büren und Büren an der Aare. Die Gemeinde hat eine Fläche von 650 ha, 49,1 % davon werden landwirtschaftlich genutzt.

## Geschichte

Luftbild (1958)

Älteste Funde von Scherben bei der auf dem Gemeindegebiet liegenden Tüfelsburg gehen bis in die Jungsteinzeit zurück. Gesichert ist eine Besiedelung des an der römischen Hauptstrasse von Petinesca nach Salodurum liegenden Ortes in römischer Zeit. Davon zeugen Überreste eines römischen Gutshofes im Rütibuchsi. Bereits 1750 und um 1800 wurden dort Mosaikböden ausgegraben. 1819 kam eine zu einem Gutshof gehörige tuskische Säule zum Vorschein. Eine für die Schweiz einzigartige Wasserleitung aus Jurakalk-Känneln wurde im frühen 19. Jahrhundert entdeckt. Vierzehn Stück davon waren im Unterdorf, im sogenannten «Haus Rytz», bis 1938 als sichtbare Spolien vermauert. Römische Mauerreste wurden auch unter der Kirche lokalisiert.
Die heute sichtbaren Überreste der Tüfelsburg stammen von einer mittelalterlichen Erd-Holz-Burg mit einem Wall-Grabensystem. Sie werden in das 10. oder 11. Jahrhundert datiert. Sie wurde im Jahr 1391 von Elisabeth von Buchegg an die Stadt Solothurn verkauft, und die Burgstelle befindet sich noch heute im Besitz der Burgergemeinde Solothurn.
In einem Schreiben bestätigte Papst Lucius III. am 2. Oktober 1185 der Abtei St. Johannsen unter anderem auch die Besitztümer in Rüti. Der Name «Ruti apud oppidum burron sittas» wird aber erst in einer Urkunde von 1233 erwähnt, als zwei Bürger von Wolhusen Güter in Rüti gegen Güter, die näher bei Wolhusen liegen, tauschten. Rüti bedeutet im Schweizerdeutschen «Rodung; von Holzwuchs und Buschwerk gereinigtes, urbar gemachtes Stück Land».
Als herausragendes Ereignis in der Neuzeit gilt der Dorfbrand vom 20. Mai 1868, von dem mehr als ein Drittel der bewohnten Gebäude betroffen war. Zu einem weiteren Dorfbrand kam es 1876.

## Bevölkerung
| Bevölkerungsentwicklung | Bevölkerungsentwicklung | Bevölkerungsentwicklung | Bevölkerungsentwicklung | Bevölkerungsentwicklung | Bevölkerungsentwicklung | Bevölkerungsentwicklung | Bevölkerungsentwicklung | Bevölkerungsentwicklung | Bevölkerungsentwicklung | Bevölkerungsentwicklung | Bevölkerungsentwicklung | Bevölkerungsentwicklung | Bevölkerungsentwicklung |
| ----------------------- | ----------------------- | ----------------------- | ----------------------- | ----------------------- | ----------------------- | ----------------------- | ----------------------- | ----------------------- | ----------------------- | ----------------------- | ----------------------- | ----------------------- | ----------------------- |
| Jahr                    | 1850                    | 1880                    | 1910                    | 1930                    | 1950                    | 1970                    | 1990                    | 2002                    | 2004                    | 2006                    | 2013                    | 2015                    | 2021                    |
| Einwohner               | 641                     | 668                     | 654                     | 700                     | 668                     | 969                     | 858                     | 810                     | 864                     | 863                     | 822                     | 840                     | 856                     |

94,54 % der Bevölkerung sind deutscher Muttersprache. Rüti ist mehrheitlich evangelisch-reformiert. Es besitzt eine eigene Kirchgemeinde mit eigener Kirche im Dorf.

## Politik
In Rüti bildet die Gemeindeversammlung die Legislative. Derzeit (2024) besteht die Exekutive aus dem fünfköpfigen Gemeinderat, welcher im Majorzsystem gewählt wird. Gemeindepräsident ist Theodor Bösiger (parteilos).
Bei den Nationalratswahlen 2023 betrugen die Wähleranteile in Rüti bei Büren (in Klammern die Veränderung im Vergleich zu den Wahlen 2019 in Prozentpunkten): SVP 49,47 % (+13,86), Mitte 16,11 % (−13,44), SP 11,21 % (+2,41), glp 8,81 % (+2,71), Grüne 3,85 % (−3,90), EDU 3,07 % (+2,19), FDP 2,53 % (−2,29), EVP 1,94 % (−0,28), SD 0,17 % (−0,38).

### Wappen
Das erstmals auf zwei Abendmahlkelchen von 1711 und 1718 dargestellte redende Wappen der Gemeinde zeigt In Rot zwei gekreuzte silberne Reuthauen mit goldenen Stielen, begleitet von zwei fünfstrahligen silbernen Sternen.

## Wirtschaft
Nebst diversen Kleinbetrieben beherbergt Rüti im Industriequartier auch Unternehmen von nationaler Bedeutung. Die Hyga AG z. B. ist die einzige Windelfabrik, die noch in der Schweiz produziert.
Das Einzugsgebiet für grössere Unternehmen ist Grenchen, Biel, Lyss, Solothurn.

## Persönlichkeiten
- Peter Schmid (* 1941), Regierungsrat (SVP), Bruder von Samuel Schmid
- Samuel Schmid (* 1947), Bundesrat (SVP und BDP), Bruder von Peter Schmid, seit 2009 Ehrenbürger von Rüti bei Büren

## Impressionen

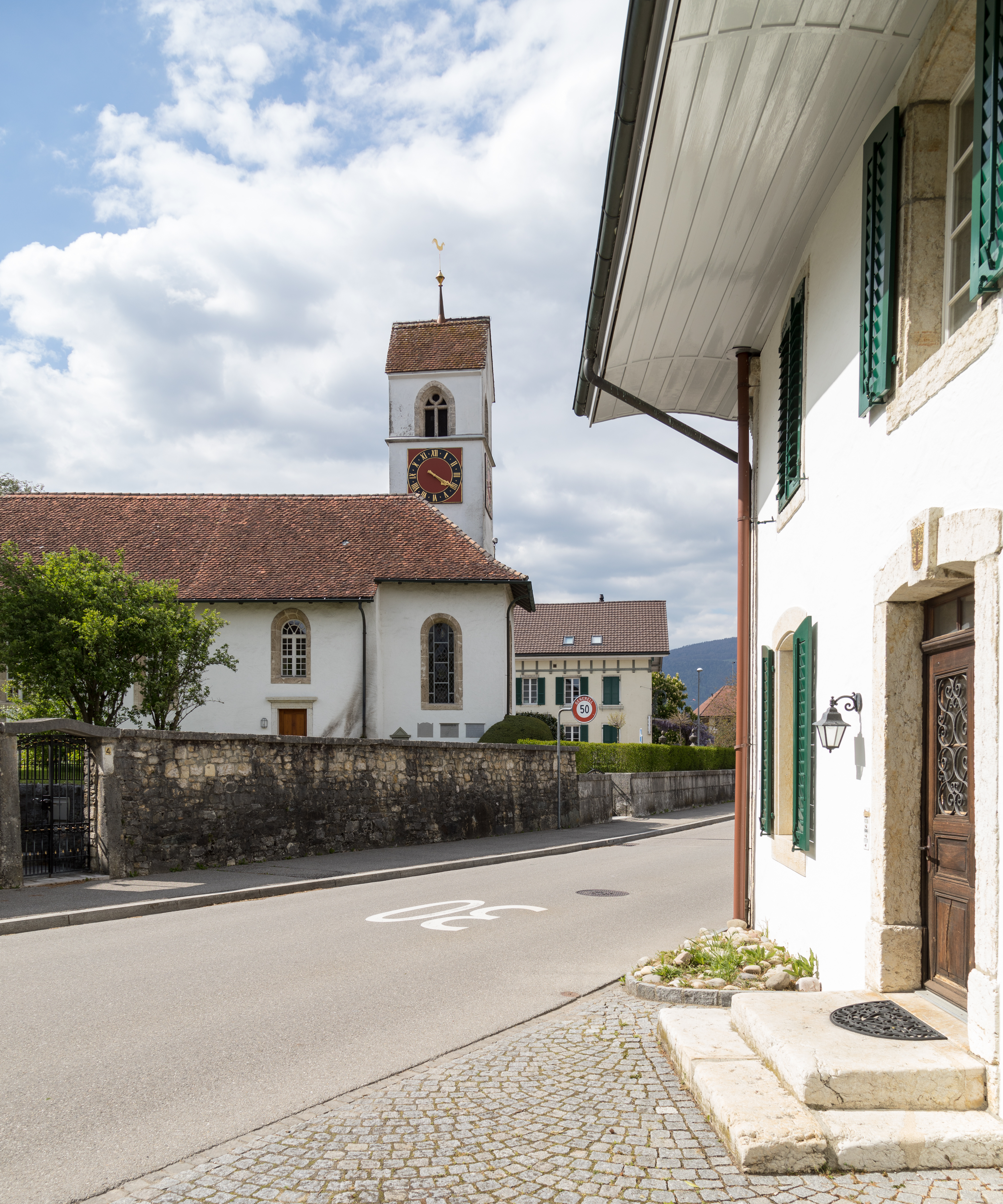
Kirche und ehemaliges Schulhaus
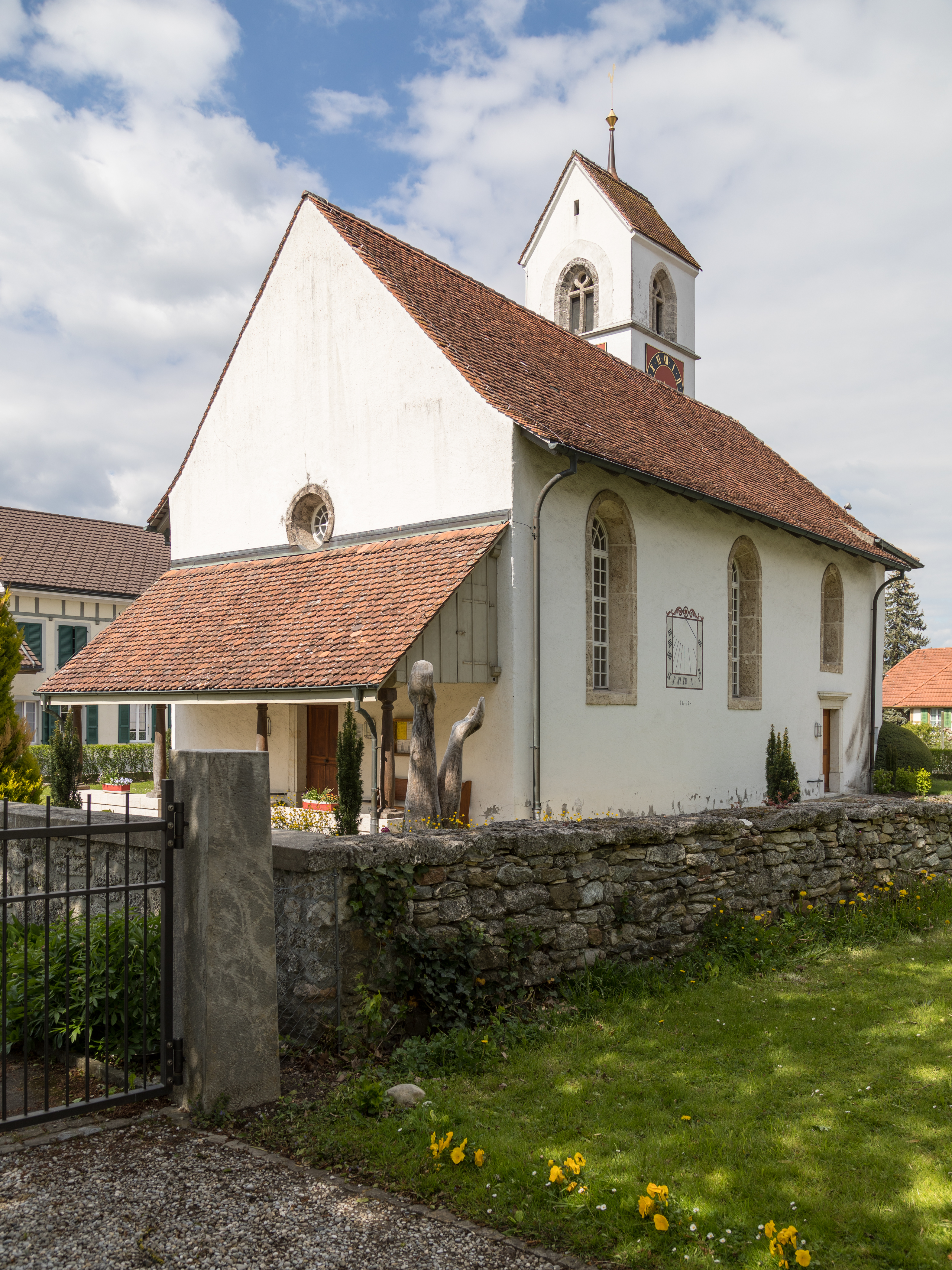
Reformierte Kirche
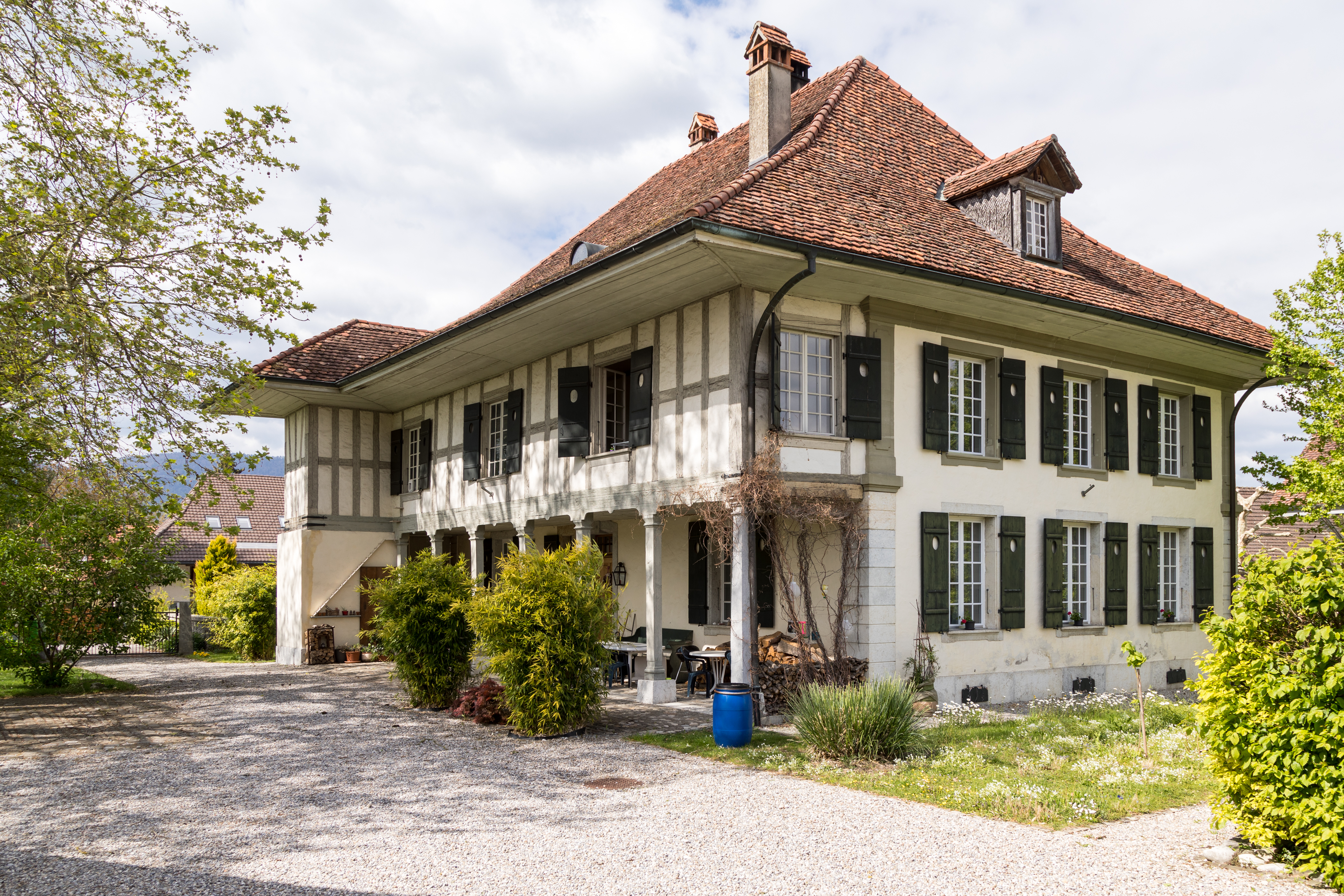
Pfarrhaus
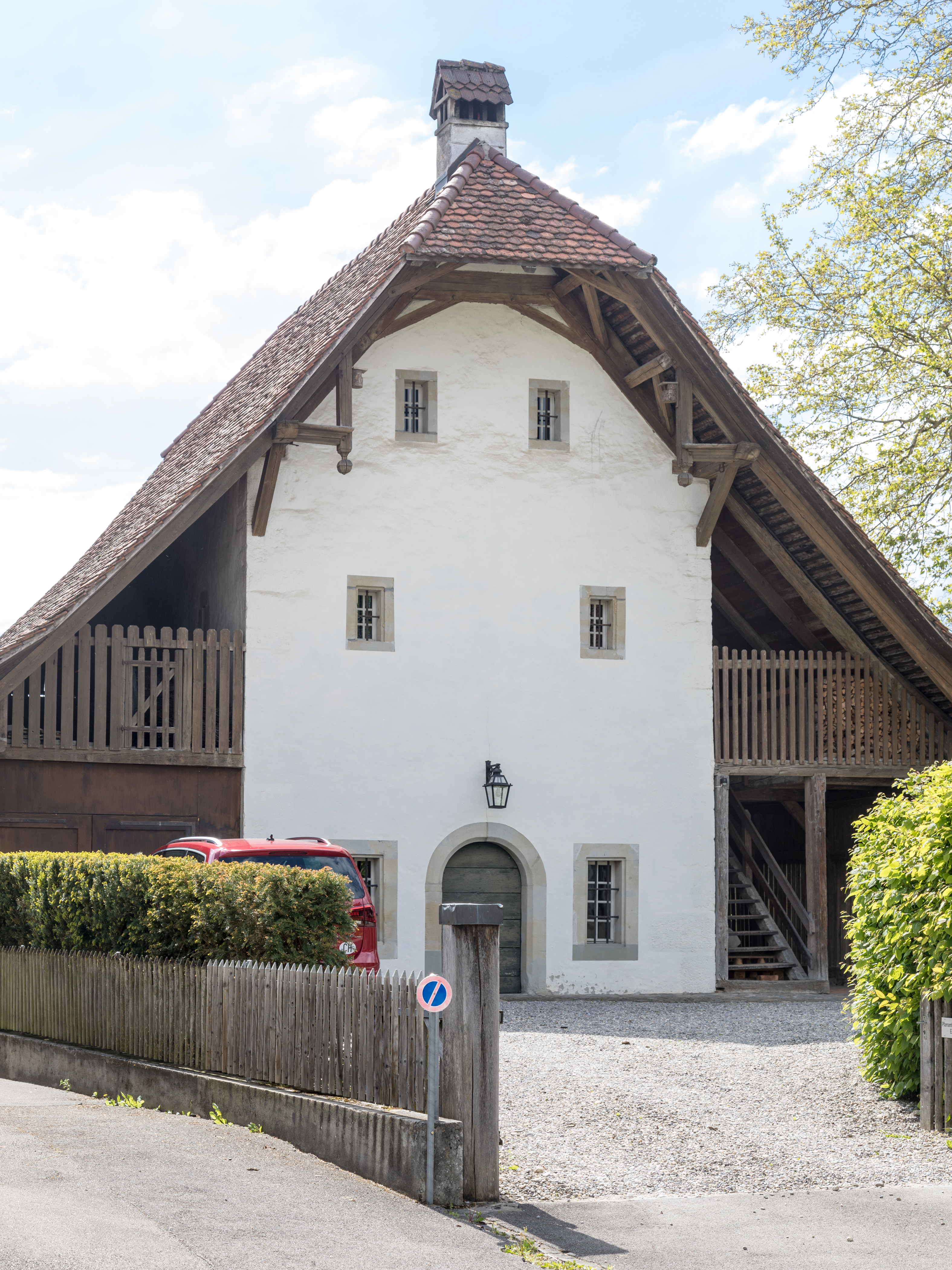
Pfrundspeicher
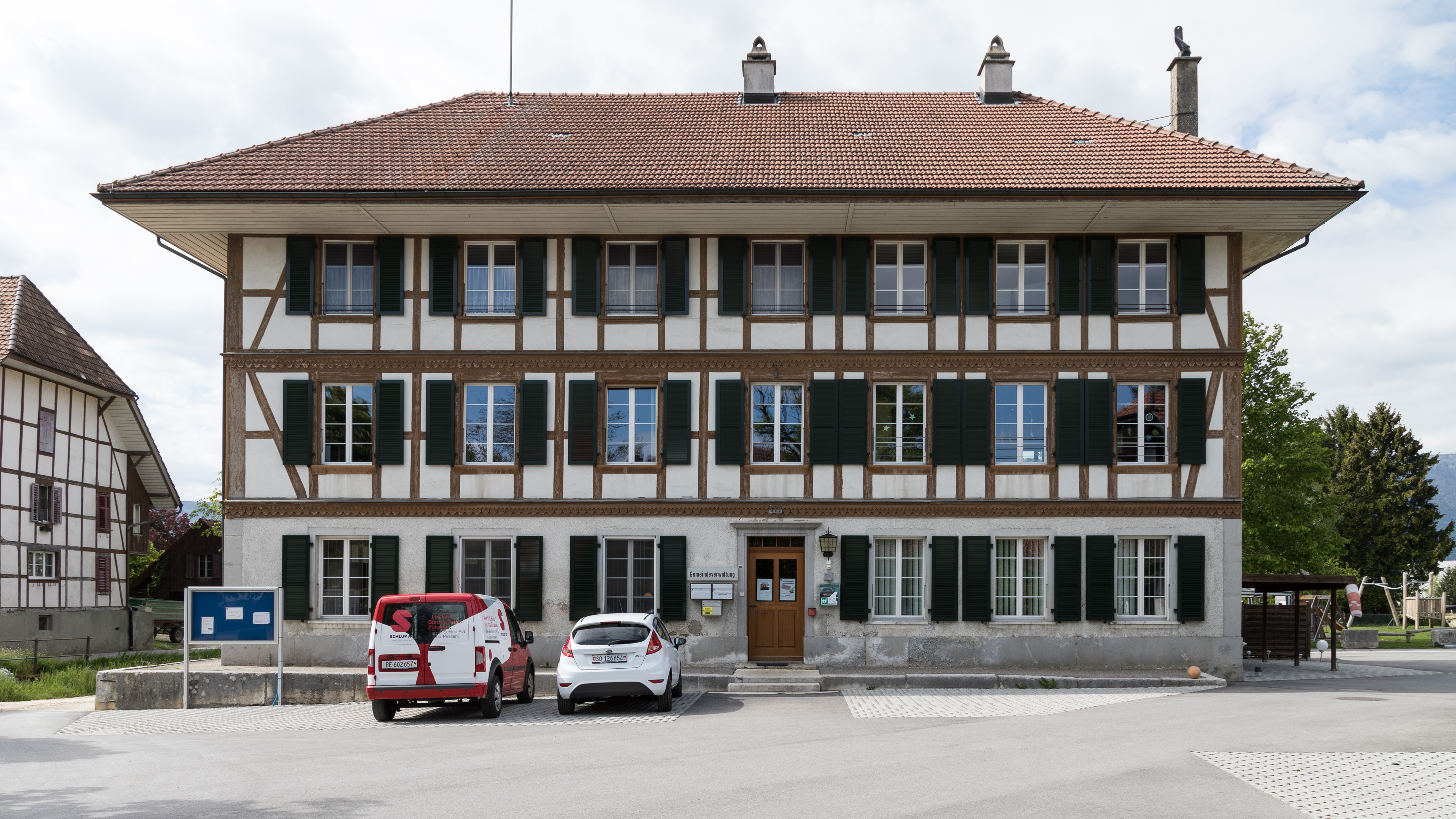
Gemeindeverwaltung

## Weblinks

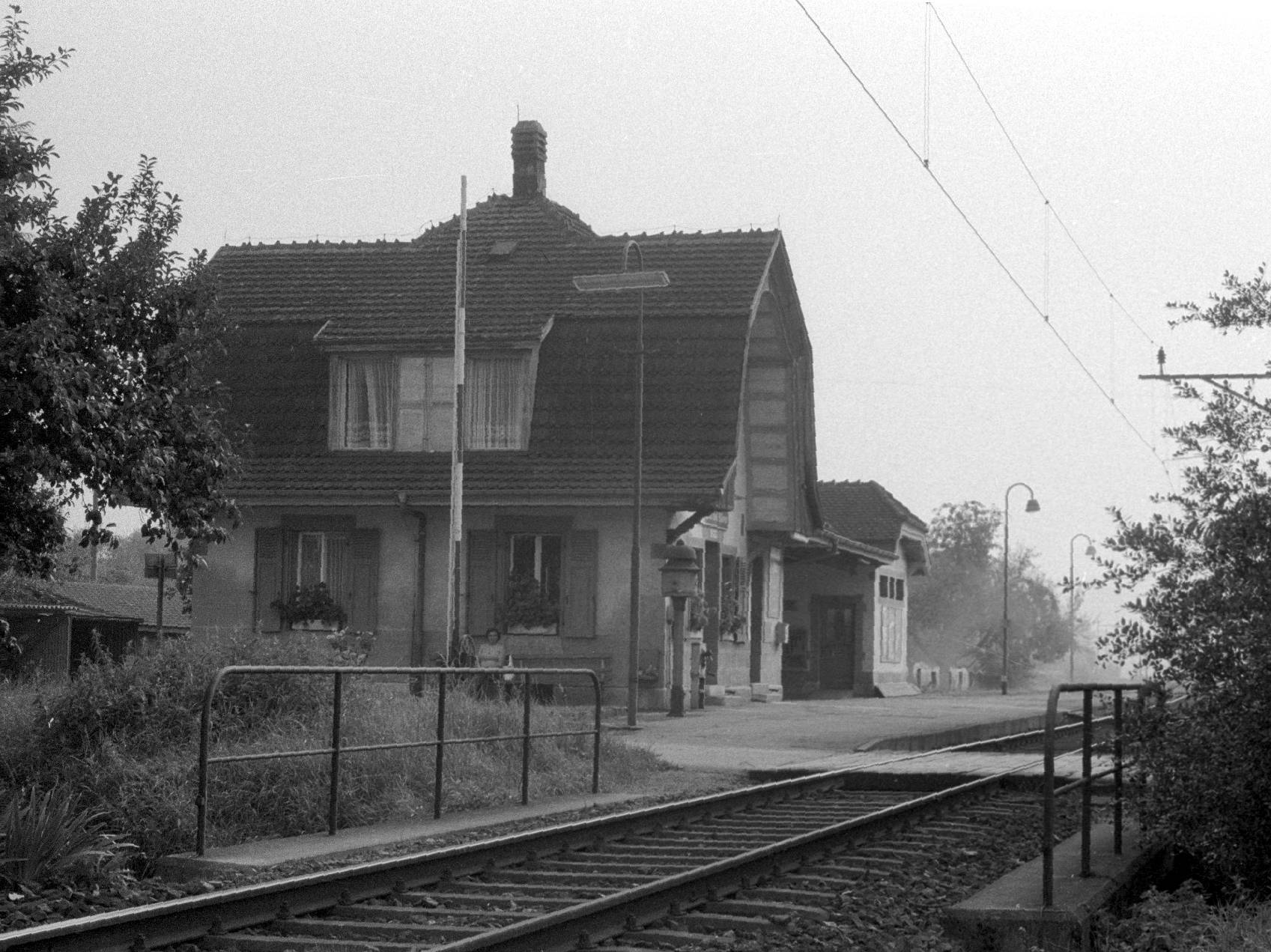
Die heute geschlossene SBB-Station von Rüti bei Büren in einer Aufnahme von 1972